# Estany de la Roca
L'Estany de la Roca és un llac que es troba en el terme municipal de la Vall de Boí, a la comarca de l'Alta Ribagorça, i dins del Parc Nacional d'Aigüestortes i Estany de Sant Maurici.
El nom l'hi ve de la roca que sobresurt al mig de l'estany.
El llac, d'origen glacial, està situat a 2.397 metres d'altitud, en el sector meridional de la Vall de Colieto, a peus del Coll de Comalesbienes, els Crestells de Colieto, el Coll de Colieto i el Pic de Contraix, que el rodegen pel sud. Drena cap a l'Estany Gran de Colieto (N).

## Rutes[2]
La ruta surt des del Refugi Joan Ventosa i Calvell, passa pel Bassot de Colieto i l'Estany Gran de Colieto, abandona el tàlveg de la vall a mig camí del Collet de Contraix, on agafa direcció sud-oest primer i sud finalment.